# Missioners de Sant Josep
La Companyia de Missioners de Sant Josep, en llatí Societas Missionariorum a S. Joseph, són un institut religiós masculí de dret pontifici, concretament una congregació clerical. Els seus membres, anomenats Josefins, posposen al seu nom les sigles M.J. o S.S.I.

## Història
La congregació fou fundada a Ciutat de Mèxic el 19 de setembre de 1872 pel prevere català Josep Maria Vilaseca i Aguilera, de la Congregació de la Missió, per fer apostolat i donar instrucció, tant catequètica com de primeres lletres, entre la gent no cristiana d'Iberoamèrica. De fet, Vilaseca havia trobat una gran escassetat de sacerdots i l'abandonament dels pobles, per la qual cosa va proposar als seus superiors la creació d'un centre d'estudis eclesiàstics a l'Arxidiòcesi de Mèxic, el Col·legi Clerical del Senyor Sant Josep. El mateix dia 19 de setembre de 1872, també va fundar la congregació, amb la finalitat de promoure el culte a Sant Josep de Natzaret i l'evangelització de pobres i indígenes mitjançant l'educació dels joves i les missions.
La congregació va establir missions entre els indígenes tarahumares (1894), yaquis (1896), huichols i lacandons o va fundar col·legis i escoles per a formar infants i joves. A la colònia Santa Maria la Ribera hi havia la casa mare des de 1877 i el temple de la Sagrada Família que el Pare Vilaseca va manar construir el 1899.
L'arquebisbe de Mèxic Pelagio Antonio de Labastida y Dávalos n'aprovà les constitucions josefines el 6 de desembre de 1876. L'institut obtingué el decretum laudis el 20 d'agost de 1897 i l'aprovació definitiva el 27 d'abril de 1903. Les constitucions foren aprovades per la Santa Seu el 14 de setembre de 1911).

## Activitat i difusió
Els Missioners Josefins es dediquen a les missions populars a les zones rurals d'Amèrica Central i a l'Àfrica, i a l'educació dels joves.
Són presents a Mèxic, els Estats Units, Puerto Rico, Nicaragua, Guatemala, El Salvador, Costa Rica, Veneçuela, Xile, Itàlia i Angola. La seu general és a Ciutat de Mèxic.
En acabar 2005, la congregació tenia 48 cases i 174 religiosos, 123 dels quals eren sacerdots.